# Taça de Portugal 1958-1959
La Taça de Portugal 1958-1959 fu la 19ª edizione della Coppa di Portogallo. La squadra vincitrice fu per la decima volta il Benfica che sconfisse 1-0 il Porto in finale grazie al gol decisivo di Cadém.

## Squadre partecipanti
In questa edizione erano presenti 12 squadre di Primeira Divisão, 12 squadre di Segunda Divisão e i campioni di Madera e di Mozambico i quali andarono direttamente ai quarti.

### Primeira Divisão

#### 12 squadre
| - Académica - Belenenses - Benfica - Braga - Caldas - Covilhã | - Lusitano - Porto - Sporting Lisbona - Torreense - Vitória Guimarães - Vitória Setúbal |

### Segunda Divisão

#### 12 squadre
| - Atlético CP - Almada - Chaves - Juventude de Évora - Leixões - Montijo | - Oliveirense - Oriental Lisbona - Peniche - Portimonense - Tirsense - Vila Real |

### Altre partecipanti
- Marítimo (campione di Madera)
- Ferroviário L. Marques (campione di Mozambico)

## Primo turno
|                    | Risultato |                   | Andata | Ritorno |  |
| ------------------ | --------- | ----------------- | ------ | ------- |  |
| Torreense          | 5 - 3     | Chaves            | 2 - 2  | 3 - 1   |  |
| Sporting Lisbona   | 4 - 2     | Leixões           | 3 - 0  | 1 - 2   |  |
| Covilhã            | 2 - 4     | Benfica           | 2 - 2  | 0 - 2   |  |
| Braga              | 9 - 4     | Montijo           | 7 - 3  | 2 - 1   |  |
| Vila Real          | 5 - 1     | Almada            | 3 - 1  | 2 - 0   |  |
| Portimonense       | 2 - 4     | Académica         | 2 - 3  | 0 - 1   |  |
| Caldas             | 0 - 1     | Tirsense          | 0 - 0  | 0 - 1   |  |
| Peniche            | 1 - 5     | Belenenses        | 1 - 1  | 0 - 4   |  |
| Oriental Lisbona   | 2 - 7     | Atlético CP       | 2 - 2  | 0 - 5   |  |
| Lusitano           | 8 - 2     | Oliveirense       | 6 - 1  | 2 - 1   |  |
| Juventude de Évora | 3 - 8     | Vitória Guimarães | 1 - 1  | 2 - 7   |  |
| Porto              | 9 - 4     | Vitória Setúbal   | 7 - 1  | 2 - 3   |  |

## Secondo turno
|                  | Risultato |                   | Andata | Ritorno |  |
| ---------------- | --------- | ----------------- | ------ | ------- |  |
| Torreense        | 2 - 3     | Lusitano          | 1 - 2  | 1 - 1   |  |
| Sporting Lisbona | 4 - 3     | Académica         | 1 - 3  | 3 - 0   |  |
| Braga            | 4 - 2     | Vitória Guimarães | 4 - 0  | 0 - 2   |  |
| Vila Real        | 1 - 7     | Porto             | 0 - 1  | 1 - 6   |  |
| Benfica          | 7 - 0     | Tirsense          | 4 - 0  | 3 - 0   |  |
| Atlético CP      | 2 - 8     | Belenenses        | 0 - 4  | 2 - 4   |  |

## Quarti di finale
|          | Risultato |                        | Andata | Ritorno |  |
| -------- | --------- | ---------------------- | ------ | ------- |  |
| Braga    | 3 - 9     | Sporting Lisbona       | 2 - 6  | 1 - 3   |  |
| Lusitano | 6 - 2     | Marítimo               | 3 - 1  | 3 - 1   |  |
| Porto    | 16 - 0    | Ferroviário L. Marques | 9 - 0  | 7 - 0   |  |
| Benfica  | 4 - 3     | Belenenses             | 1 - 3  | 3 - 0   |  |

## Semifinali
|                  | Risultato |          | Andata | Ritorno |  |
| ---------------- | --------- | -------- | ------ | ------- |  |
| Porto            | 10 - 1    | Lusitano | 3 - 0  | 7 - 1   |  |
| Sporting Lisbona | 3 - 4     | Benfica  | 2 - 1  | 1 - 3   |  |

## Finale
| Arbitro: | Décio Freitas |

|          |           |  |
| Cavém 1’ | Marcatori |  |

| Benfica | Porto |

### Formazioni
| Benfica         |    |                    |     |  |
|                 |    |                    |     |  |
| POR             | 1  | José de Bastos     |     |  |
| DIF             |    | Manuel Serra       |     |  |
| DIF             | 3  | Artur Santos ()    | 62’ |  |
| DIF             |    | Mário João         |     |  |
| CEN             |    | José Neto          |     |  |
| CEN             |    | Francisco Palmeiro |     |  |
| CEN             | 10 | Joaquim Santana    |     |  |
| CEN             |    | Alfredo Abrantes   |     |  |
| CEN             | 8  | Mário Coluna       |     |  |
| CEN             | 11 | Domiciano Cavém    |     |  |
| ATT             | 9  | José Águas         |     |  |
| Sostituiti:     |    |                    |     |  |
| Allenatore:     |    |                    |     |  |
| José Valdivieso |    |                    |     |  |

| Porto         |   |                   |     |  |
|               |   |                   |     |  |
| POR           | 1 | Acúrcio Carrelo   |     |  |
| DIF           |   | António Barbosa   |     |  |
| DIF           | 6 | Virgílio ()       |     |  |
| DIF           |   | Miguel Arcanjo    |     |  |
| CEN           |   | Luís Roberto      |     |  |
| CEN           |   | Monteiro da Costa |     |  |
| ATT           |   | Noé Castro        |     |  |
| ATT           |   | Fernando Perdigão |     |  |
| ATT           |   | Hernâni           |     |  |
| ATT           |   | Carlos Duarte     | 62’ |  |
| ATT           |   | António Teixeira  |     |  |
| Sostituiti:   |   |                   |     |  |
| Allenatore:   |   |                   |     |  |
| Béla Guttmann |   |                   |     |  |